# Acanthaluteres
Acanthaluteres es un pequeño género de peces lija de la familia Monacanthidae, del orden de los Tetraodontiformes.

## Especies
Especies reconocidas del género:
- Acanthaluteres brownii J. Richardson, 1846
- Acanthaluteres spilomelanurus Quoy & Gaimard, 1824
- Acanthaluteres vittiger Castelnau, 1873

### Lectura recomendada
- Matsuura, K. (2014): Taxonomy and systematics of tetraodontiform fishes: a review focusing primarily on progress in the period from 1980 to 2014. Ichthyological Research, 62 (1): 72-113.